# Lythrágkomi
Lythrágkomi är en ort i Cypern.   Den ligger i distriktet Eparchía Ammochóstou, i den nordöstra delen av landet, 80 km öster om huvudstaden Nicosia. Lythrágkomi ligger 156 meter över havet och antalet invånare är 228. Den ligger på ön Cypern.
Terrängen runt Lythrágkomi är platt åt sydväst, men åt nordost är den kuperad. Havet är nära Lythrágkomi åt sydost.  Närmaste större samhälle är Leonárisso, 3,2 km väster om Lythrágkomi. Trakten runt Lythrágkomi består till största delen av jordbruksmark.